# Kent Nilsson
Kent „Kenta“ Nilsson (* 31. August 1956 in Nynäshamn) ist ein ehemaliger schwedischer Eishockeyspieler (Center), der von 1977 bis 1995 für die Atlanta Flames bzw. Calgary Flames, Minnesota North Stars und Edmonton Oilers in der National Hockey League sowie für die Winnipeg Jets in der World Hockey Association spielte.

## Karriere
Seine Karriere begann er bei Djurgårdens IF Stockholm und spielte schon mit 17 Jahren in der Elitserien. Bei Junioren-Weltmeisterschaften machte er auf sich aufmerksam. Beim NHL Amateur Draft 1976 wählten ihn die Atlanta Flames in der vierten Runde als 64. aus. Noch mehr Interesse zeigten die Toronto Toros, die ihn beim WHA Amateur Draft 1976 in der zweiten Runde als elften Spieler wählten. In der Elitserien wechselte er zum AIK Stockholm und ein Jahr später wagte er sich nach Nordamerika.
Hier hatten die Winnipeg Jets sich inzwischen die Rechte an ihm gesichert. Bei den Jets traf er auf eine Reihe weiterer Schweden. Neben NHL-Legende Bobby Hull standen mit Ulf Nilsson und Anders Hedberg zwei schwedische Topscorer im Kader. Aber auch Willy Lindström zählte zu den besten Spielern der Liga. In seinen beiden Jahren in Winnipeg konnte er jeweils als Meister der WHA die Avco World Trophy gewinnen. Im zweiten Jahr war er bester Scorer des Teams.
Nach Auflösung der WHA machten die Atlanta Flames Gebrauch von ihrem Recht und holten ihn in ihr NHL-Team. Auch dort überzeugte er und war Topscorer der Flames, mit denen er nach einem Jahr nach Calgary umzog. In der Saison 1980/81, der ersten in Calgary, brachte er es auf 82 Vorlagen und 131 Punkte. Damit war er hinter Wayne Gretzky und Marcel Dionne drittbester Scorer der NHL und stellte noch heute gültige Rekorde bei den Flames auf. Nach einer Verletzung in der kommenden Spielzeit war er zur Saison 1982/83 mit 104 Punkten an der Spitze des Teams.
Im Juni 1985 gaben die Flames ihren Topscorer an die Minnesota North Stars ab. Im Gegenzug bekamen sie von den Stars deren Zweitrunden-Draftrechte für die Drafts 1985 (Joe Nieuwendyk) und 1987 (Stéphane Matteau). Doch in Minnesota konnte er nicht mehr an die Leistungen von zuvor anknüpfen und schaffte nur noch knapp mehr als einen Punkt pro Spiel. So verkauften sie ihn nach eineinhalb Spielzeiten an die Edmonton Oilers. Im Team um Wayne Gretzky steuerte er in den Playoffs 21 Punkte zum Stanley-Cup-Sieg bei. Nach Willy Lindström war er so der zweite Europäer, der nach der Avco World Trophy auch den Stanley Cup gewinnen konnte.
Danach kehrte er nach Europa zurück und spielte in zahlreichen Ländern. Die erste Station nach seiner Rückkehr war der HC Bozen, mit dem er die italienische Meisterschaft gewann. Es folgte ein kurzer Abstecher für zwei Spiele zum SC Langnau in die Schweiz, bevor er nach Schweden zu Djurgårdens IF zurückkehrte. Hier wurde er nun auch schwedischer Meister. Nach einem Jahr in der Heimat ging es für drei Jahre zum EHC Kloten in die Schweizer Nationalliga A. In der Spielzeit 1992/93 spielte er noch einmal für Djurgårdens IF. Es folgte je eine Saison in Österreich beim EC Graz und in Norwegen bei Vålerenga Ishockey, bevor er noch einmal für sechs Spiele zu den Edmonton Oilers in die NHL wechselte und auch noch ein Tor erzielte. Nach einer Saison in seiner Geburtsstadt bei Nynäshamn IF und einem Spiel beim EC Stuttgart in der Saison 1996/97 spielte er auch noch ein Jahr lang in Spanien beim Majadahonda HC, mit dem er zum Abschluss seiner Karriere Spanischer Meister wurde.
Für die Edmonton Oilers war er als Scout tätig.
Verheiratet ist er mit der Golferin Helen Alfredsson. Sein Sohn aus einer früheren Ehe, der 1985 geborene Robert Nilsson, spielte ebenfalls in der NHL.
2006 wurde er mit der Aufnahme in die IIHF Hall of Fame geehrt.

## Sportliche Erfolge
- Avco World Trophy: 1978 und 1979
- 1984 Silbermedaille beim Canada Cup
- Stanley Cup: 1987
- Italienischer Meister: 1988
- Schwedischer Meister: 1989
- 1990 Silbermedaille bei der Weltmeisterschaft

### Persönliche Auszeichnungen
- Schwedisches World All-Star Team: 1985, 1989 und 1990
- Lou Kaplan Trophy: 1978
- Paul Deneau Trophy: 1979
- Guldpucken: 1989
- Teilnahme am NHL All-Star Game: 1980 und 1981

## Franchise-Rekorde
- 131 Punkte für die Calgary Flames in einer Saison NHL 1980/81
- 81 Vorlagen für die Calgary Flames in einer Saison NHL 1980/81